# William Roxburgh
William Roxburgh (29 de juny de 1759, Underwood, Craigie (Ayrshire) - 10 d'abril de 1815, Edimburg) va ser un metge i botànic escocès, anomenat el pare de la Botànica de l'Índia.
Va estudiar medicina a Edimburg i s'emprà de cirurgià de bord de navilis de la Companyia Britànica de les Índies Orientals als 17 anys, completant dos viatges a l'orient, fins als 21. A Edimburg, també va estudiar botànica amb John Hope.
S'instal·là com a cirurgià assistent, contractat pel "Madras Medical Service" a Madras, i segueix interessat en la botànica. Fa ràpids progressos en aquesta disciplina i adquireix reputació. La "East Índia Company" reconeix els seus coneixements botànics i ho fa superintendent en el "Jardí Samalkot" a "Northern Circars", en 1781. Allà fa experiències de botànica econòmica. Empra artistes natius per il·lustrar plantes, realitzant 700 il·lustracions per 1790. Poc temps després, és convidat pel governador de Bengala a esser el director del Jardí botànic de Calcuta, i després serà succeït per Francis Buchanan-Hamilton (1762-1829). Fa un catàleg del Jardí l'any 1814 - Hortus Bengalensis.
Va ser membre de la Societat Asiàtica d'Història Natural, i va anar publicant nombrosos articles sobre vegetals, i a més sobre insectes de la laca, d'homòpters Coccoidea de la família Tarchardiidae.
L'any 1805, rep la medalla d'or de la Society for the Promotion of Arts per a recompensar-ho per la seva sèrie de publicacions sobre les produccions d'Àsia. El 1808, rep una segona medalla daurada per una comunicació sobre el creixement dels arbres en Índia. Cap a 1814, una tercera recompensa, en presència d'una gran assemblea, de mans del duc de Norfolk, que era president de la Society for the Promotion of Arts. Poc després d'aquests honors, retorna a Edimburg on mor.
L'any 1820, William Carey (1761-1834) publica la seva obra pòstuma amb el primer volum de la seva Flora Indica; or Descriptions of Indian Plants.L'any 1824, Carey edita el segon volum enriquit per anotacions del botànic Nathaniel Wallich (1786-1854).